# 1447 هـ
1447 هي سنة في التقويم الهجري تمتد مقابلةً في التقويم الميلادي بين سنتي 2025 و2026، ويقابل بدايتها في التقويم الميلادي 26 يونيو 2025.

## وفيات
- الوليد بن خالد.